# Mezőszilas
Mezőszilas is een plaats (község) en gemeente in het Hongaarse comitaat Fejér. Mezőszilas telt 2340 inwoners (2001).